# Ezechiel de Decker
Ezechiel de Decker (né vers 1603 - mort vers 1647) est un arpenteur et enseignant en mathématiques néerlandais.

## Tables des logarithmes
En 1625, De Decker entre en contact avec Adriaan Vlacq pour la publication de plusieurs traductions d'ouvrages écrit par John Napier, Edmund Gunter et Henry Briggs. Un premier ouvrage est publié en 1626 traduit en plusieurs langues par Vlacq. Un second livre est réalisé contenant les logarithmes des 10 000 premiers nombres provenant du Arithmetica logarithmica de Briggs publié en 1624. Les logarithmes y sont arrondis à 10 décimales en lieu et place des 14 décimales initiales. En 1627, le Tweede deel de De Decker est publié et contient les logarithmes de tous les nombres de 1 à 100 000 avec une précision de 10 décimales. Seulement quelques copies de ce livre sont connues et sa publication a été apparemment stoppée ou différée. En 1628, le Arithmetica logarithmica de Vlacq est publié et contient exactement les tables publiées en 1627.